# Галь (болото)
Галь ― болото в Ганцевичском и Ляховичском районах Беларуси.

## Описание болота
Низинного (45 %) и переходного (55 %) типов, в водосборе рек Цна и Бобрик. Площадь 6 тысяч га. Глубина торфа до 3,2 м, средняя 1,3 м, степень разложения 25 % (переходный тип), 40 % (низинный), зольность соответственно 5,3 % и 7,5 %. На болоте есть подстилочный торф. В Ляховичском районе в 1964—1972 открытой осушительной сетью осушено 800 га.

## Флора
Выращивают в основном сеяные травы. На неосушенных землях растут берёза, ольха, изредка сосна, осоки. В Ганцевичском районе болото неосушенное. Растут осоки и мох сфагнум, есть клюква. На 230 га лес из сосны, частично из берёзы и ольхи.